# Reza Arya Pratama
Reza Arya Pratama (* 18. Mai 2000 in Parepare) ist ein indonesischer Fußballspieler.

## Karriere
Reza Arya Pratama erlernte das Fußballspielen in den Jugendmannschaften von PPLP Sulsel, Mattombong FC und PSM Makassar. Bei Makassar unterschrieb er am 1. Januar 2019 seinen ersten Vertrag. Der Verein aus Makassar spielte in der ersten indonesischen Liga. In seinen ersten drei Spielzeiten kam er nicht zum Einsatz. Sein Erstligadebüt gab er am 23. Juli 2022 (1. Spieltag) im Auswärtsspiel gegen PSS Sleman. Bei dem 2:1-Auswärtssieg stand er in der Startelf und spielte die kompletten 90 Minuten. In seiner ersten Saison als Stammtorwart absolvierte er 33 Ligaspiele. Am Ende der Saison feierte er mit Makassar die indonesische Meisterschaft.

## Erfolge
PSM Makassar
- Indonesischer Meister: 2022/23